# کوه چرسکی
کوه چرسکی (روسی: Гора Черского) یک کوه در استان ایرکوتسک کشور روسیه است.